# ضمير الشأن
ضمير الشأن أو ضمير القصة هو ضمير يتقدم الجملة لتفسيرها ويسميه الكوفيون الضمير المجهول، مثل: 《قل هو الله أحد》.

## ضمير الشأن مخالف للقياس من خمسة أوجه
1. عوده على ما بعده لزوما، إذ لا يجوز للجملة المفسرة له أن تتقدم هي ولا شيء منها عليه.
2. أن مفسره لا يكون إلا جملة، ولا يشاركه في هذا الضمير.
3. أنه لا يتبع بتابع من توكيد أو عطف أو بدل.
4. أنه لا يعمل فيه إلا الابتداء أو أحد نواسخه.
5. أنه ملازم للإفراد فلا يثنى ولا يجمع.[1]